# Sierra de Beauvoir
La sierra de Beauvoir o sierra Inju Gooyin, es un sistema montañoso perteneciente a los Andes fueguinos en la isla Grande de Tierra del Fuego, .
Está ubicado en territorio chileno y argentino, conformando el límite norte del lago Fagnano y el Seno Almirantazgo. La línea de las cumbres más altas determina el límite norte del parque nacional Tierra del Fuego. Con orientación este-oeste, su altura media es de 1000 m s. n. m. aproximadamente. Corresponde a una sola unidad litoestratigráfica, la formación Beauvoir, que se ubica sobre la faja que comprende la falla Fagnano-Magallanes. Por su ladera norte discurren los arroyos Cortez, Choique, Bola de Oro y Rodríguez, uniéndose al río Claro, que forma la subcuenca más importante del lago Fagnano. Otros ríos que nacen en la sierra son: Menéndez (o de la Turba), Rasmussen, Onas (ex McLennan) y Candelaria.

## Toponimia
La denominación Beauvoir fue impuesta por el misionero salesiano Alberto María de Agostini, en honor a José María Beauvoir.
La denominación en idioma selknam Inju Gooyin se encuentra citada en diferentes textos como Injoo Goiyin e Inju Gooiyin y en algunos casos Inhugoyen.